# GNUstep
GNUstep est une implémentation libre du framework OpenStep. Ce projet a été rendu possible par la publication des spécifications en 1994. GNUstep fait partie du projet GNU et est inclus dans les dépôts de certaines distributions GNU/Linux. On le définit souvent comme environnement de bureau ou système d'exploitation, étant donné ses liens au projet NeXTSTEP.

## Présentation
Les applications développées avec GNUstep — le plus souvent en langage Objective-C — alliées au gestionnaire de fenêtres WindowMaker peuvent constituer un environnement graphique convivial similaire par certains aspects à NeXTSTEP et Mac OS X.
Un programme écrit pour Mac avec Cocoa pourra se compiler avec GNUStep (toutes plates-formes), mais ce n'est pas garanti. En revanche, il est presque certain qu'un programme écrit pour GNUStep pourra se compiler avec Cocoa.

## GWorkspace
GWorkspace est un gestionnaire graphique pour GNUstep pouvant servir de gestionnaire de fenêtres et de fichiers. C'est à l'origine un clone du gestionnaire de l'espace de travail NeXT workspace manager.
| Version | Date              |
| ------- | ----------------- |
| 0.9.0   | 30 septembre 2011 |
| 0.9.1   | 4 juin 2012       |

## GNUstep Objective-C Runtime
GNUstep Objective-C Runtime est la bibliothèque d’exécution (en) requise pour l’exécution native de programmes Objective-C pour GNUstep. La dernière version a été réalisée en juillet 2015.